# Sistranda
Sistranda – miasto w Norwegii w regionie Trøndelag, ośrodek administracyjny gminy Frøya. Według danych na rok 2018 miasto zamieszkiwało 1041 osób, a gęstość zaludnienia wyniosła 1001 os./km².

## Klimat
Średnia temperatura wynosi 0 °C. Najcieplejszym miesiącem jest lipiec (13 °C), a najzimniejszym jest luty (–10 °C).